# Illorai
Illorai (sardisk: Illorài) er en by og en kommune (comune) i provinsen Sassari i regionen Sardinien i Italien. Byen ligger i 503 meters højde og har 861 indbyggere (2016). Kommunen har et areal på 57,19 km² og grænser til kommunerne Bolotana, Bonorva, Bottidda, Burgos, Esporlatu, Orani og Orotelli.